# Adad-nirari II
Adad-Nirari II was koning van Assyrië van 911 v.Chr. - 891 v.Chr.. Hij werd geboren in 943 v.Chr.
Hij erfde van Assur-dan II een koninkrijk dat weinig grip had op het platteland. Sinds de moord op Tiglatpileser I in 1077 v.Chr. was het steeds verder ineengeschrompeld tot er niet veel meer dan de hoofdstad over was. Grote delen van het omringende land werden beheerst door de Aramese stamhoofden. Adad-Nirari begon een lange strijd voor wat hij zelf als een nationale bevrijding beschouwde. Hij verdreef de Arameeërs eerst uit het dal van de Tigris en daarna uit het Kashiari gebergte van Tur Abdin ( ten oosten van het huidige Mardin). Ook op de vlakte van de Jazirah werden opstandige steden onderworpen en een veldtocht in wat nu Koerdistan is dreef de vijand de bergen in. Hierna was Babylon aan de buurt. Hij versloeg Shamash-mudammiq en ontnam hem een aantal belangrijke grenssteden en een gebied ten noorden van de Diyala. Ook diens opvolger Nabu-shuma-ukin moest het ontgelden maar deze bood meer weerstand. Uiteindelijk sloten de twee een verdrag dat zo'n tachtig jaar vrede tussen de twee rivaliserende delen van het Tweestromenland zou verzekeren.
Hij werd opgevolgd door zijn zoon Tukulti-Ninurta II